# Гарни, Уолтер
Уо́лтер Смит Га́рни (англ. Walter S. Gurnee; 9 марта 1813 — 18 апреля 1903) — американский политик, мэр Чикаго в 1846—1847 годах от Демократической партии. В честь него был назван город Гарни в штате Иллинойс.

## Биография

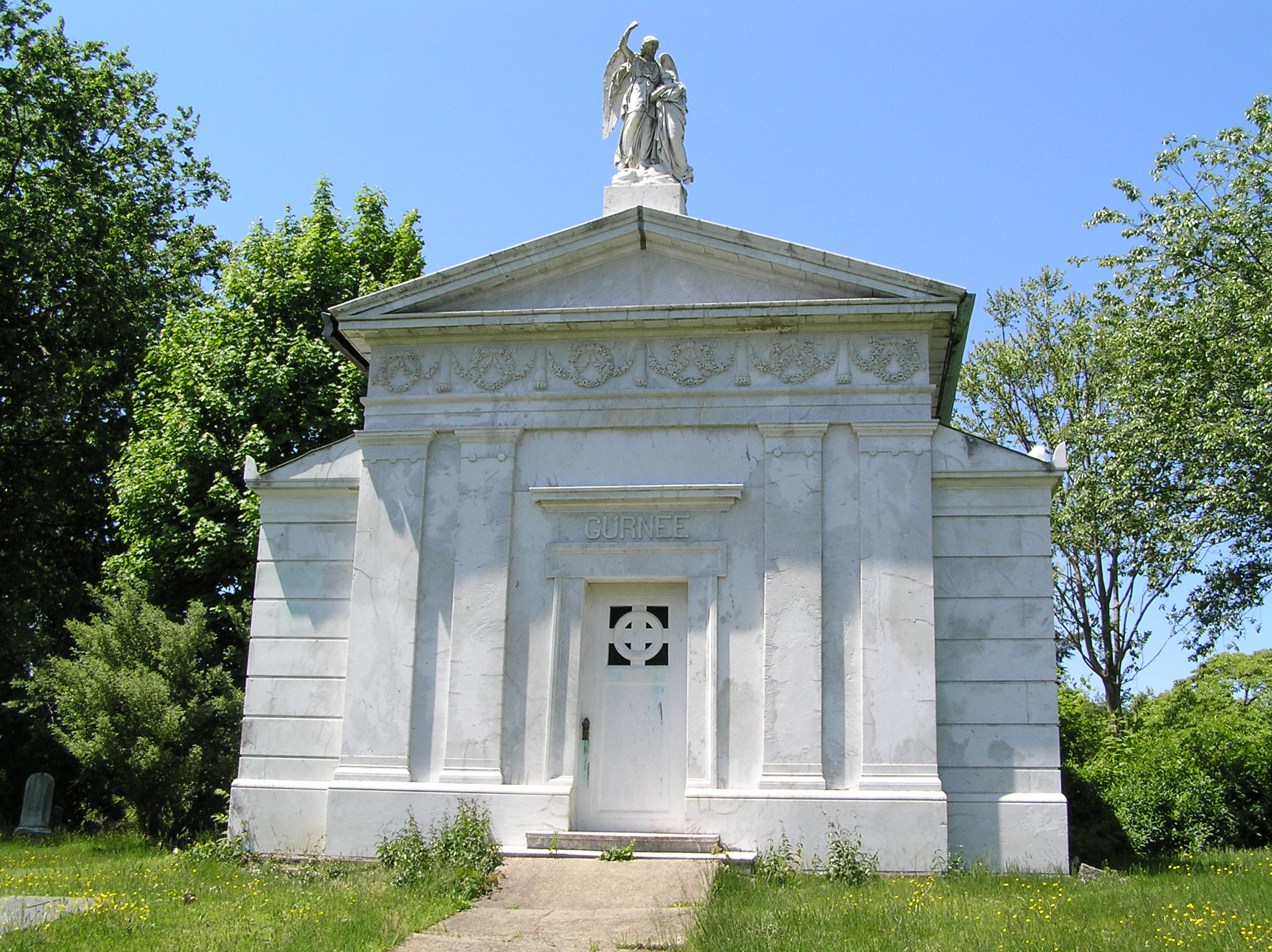
Мавзолей Гарни на кладбище «Сонная лощина»

Уолтер Гарни родился в городе Хаверстро, штат Нью-Йорк. Потом жил некоторое время в штате Мичиган, затем переехал в Чикаго. Там он основал небольшой завод по производству кожи и стад основным партнёром в фирме Gurnee & Matteson; этот бизнес принёс ему хороший доход, и впоследствии производство даже переехало в Нью-Йорк.
В 1851 году был избран на пост мэра Чикаго, победив действующего мэра Джеймса Кёртисса. Предвыборная кампания Уолтера Гарни касалась вопросов регулирования государственной собственности, а также водоснабжения города. Придя к власти, выступал против Центральной иллинойсской и Центральной мичиганских железных дорог, которые, как планировались, должны были «встретиться» в южной части города. Два раза выигрывая на выборах (1851 и 1852 годов), баллотируясь в третий раз в 1860 году, проиграл Джону Вентворту.
Умер в 1903 году и похоронен на кладбище «Сонная лощина» в Слипи-Холлоу.